# Damernas längdhopp vid världsmästerskapen i friidrott 2022
Damernas längdhopp vid världsmästerskapen i friidrott 2022 avgjordes mellan den 23 och 24 juli 2022 på Hayward Field i Eugene i USA.
Tyska Malaika Mihambo tog sitt andra raka VM-guld i längdhopp efter ett hopp på 7,12 meter. Silvret togs av nigerianska Ese Brume och bronset togs av brasilianska Leticia Oro Melo.

## Rekord
Innan tävlingens start fanns följande rekord:
| Rekord                                         | Idrottare                  | Distans | Plats                    | Datum            |
| ---------------------------------------------- | -------------------------- | ------- | ------------------------ | ---------------- |
| Världsrekord                                   | Galina Tjistiakova (URS)   | 7,52 m  | Leningrad, Sovjetunionen | 11 juni 1988     |
| Mästerskapsrekord                              | Jackie Joyner-Kersee (USA) | 7,36 m  | Rom, Italien             | 4 september 1987 |
| Världsårsbästa                                 | Brooke Buschkuehl (AUS)    | 7,13 m  | Chula Vista, USA         | 9 juli 2022      |
| Afrikanskt rekord                              | Ese Brume (NGR)            | 7,17 m  | Chula Vista, USA         | 29 maj 2021      |
| Asiatiskt rekord                               | Yao Weili (CHN)            | 7,01 m  | Jinan, Kina              | 4 juni 1993      |
| Nord-, centralamerikanskt och karibiskt rekord | Jackie Joyner-Kersee (USA) | 7,49 m  | New York, USA            | 22 maj 1994      |
| Nord-, centralamerikanskt och karibiskt rekord | Jackie Joyner-Kersee (USA) | 7,49 m  | Sestriere, Italien       | 31 juli 1994     |
| Sydamerikanskt rekord                          | Maurren Higa Maggi (BRA)   | 7,26 m  | Bogotá, Colombia         | 25 juni 1999     |
| Europeiskt rekord                              | Galina Tjistiakova (URS)   | 7,52 m  | Leningrad, Sovjetunionen | 11 juni 1988     |
| Oceaniskt rekord                               | Brooke Buschkuehl (AUS)    | 7,13 m  | Chula Vista, USA         | 9 juli 2022      |

## Program
Alla tider är lokal tid (UTC−7).
| Datum   | Tid   | Omgång |
| ------- | ----- | ------ |
| 23 juli | 12:00 | Kval   |
| 24 juli | 17:50 | Final  |

## Resultat

### Kval
Kvalregler: Hopp på minst 6,75 meter 0Q0 eller de 12 friidrottare med längst hopp 0q0 gick vidare till finalen.
| Placering | Grupp | Namn                  | Nationalitet        | Omgång | Omgång | Omgång | Distans            | Noteringar |
| Placering | Grupp | Namn                  | Nationalitet        | 1      | 2      | 3      | Distans            | Noteringar |
| --------- | ----- | --------------------- | ------------------- | ------ | ------ | ------ | ------------------ | ---------- |
| 1         | A     | Quanesha Burks        | USA                 | 6,57 m | 6,66 m | 6,86 m | 6,86 m             | 0Q0, 0SB0  |
| 2         | B     | Malaika Mihambo       | Tyskland            | 6,84 m |        |        | 6,84 m             | 0Q0        |
| 3         | A     | Ese Brume             | Nigeria             | 6,49 m | x      | 6,82 m | 6,82 m             | 0Q0        |
| 4         | B     | Maryna Bech-Romantjuk | Ukraina             | 6,81 m |        |        | 6,81 m             | 0Q0        |
| 5         | A     | Khaddi Sagnia         | Sverige             | 6,78 m |        |        | 6,78 m             | 0Q0        |
| 6         | A     | Brooke Buschkuehl     | Australien          | 6,76 m |        |        | 6,76 m             | 0Q0        |
| 7         | B     | Tiffany Flynn         | USA                 | 6,73 m | 6,47 m | x      | 6,73 m             | 0q0        |
| 8         | B     | Ruth Usoro            | Nigeria             | x      | 6,25 m | 6,69 m | 6,69 m             | 0q0        |
| 9         | B     | Jazmin Sawyers        | Storbritannien      | x      | 6,48 m | 6,68 m | 6,68 m             | 0q0, 0SB0  |
| 10        | A     | Lorraine Ugen         | Storbritannien      | 6,32 m | 6,68 m | -      | 6,68 m             | 0q0        |
| 11        | B     | Ivana Vuleta          | Serbien             | x      | x      | 6,65 m | 6,65 m             | 0q0        |
| 12        | B     | Leticia Oro Melo      | Brasilien           | x      | x      | 6,64 m | 6,64 m             | 0q0, 0SB0  |
| 13        | A     | Jasmine Moore         | USA                 | 6,60 m | 6,44 m | 6,36 m | 6,60 m             |            |
| 14        | A     | Larissa Iapichino     | Italien             | x      | x      | 6,60 m | 6,60 m             |            |
| 15        | A     | Evelise Veiga         | Portugal            | 6,54 m | 6,41 m | x      | 6,54 m             |            |
| 16        | A     | Fátima Diame          | Spanien             | 6,54 m | x      | x      | 6,54 m             |            |
| 17        | B     | Christabel Nettey     | Kanada              | 6,47 m | 6,45 m | 6,50 m | 6,50 m             |            |
| 18        | B     | Deborah Acquah        | Ghana               | x      | x      | 6,46 m | 6,46 m             |            |
| 19        | B     | Tyra Gittens          | Trinidad och Tobago | 6,22 m | 6,44 m | x      | 6,44 m             |            |
| 20        | B     | Sumire Hata           | Japan               | x      | 6,39 m | 6,38 m | 6,39 m             |            |
| 21        | A     | Eliane Martins        | Brasilien           | 6,06 m | x      | 6,33 m | 6,33 m             |            |
| 22        | A     | Chanice Porter        | Jamaica             | x      | 6,29 m | x      | 6,29 m             |            |
| 23        | A     | Merle Homeier         | Tyskland            | 6,09 m | x      | x      | 6,09 m             |            |
| 24        | B     | Samantha Dale         | Australien          | x      | 6,04 m | x      | 6,04 m             |            |
| 25        | A     | Claire Azzopardi      | Malta               | 5,74 m | 5,79 m | 5,68 m | 5,79 m             |            |
|           | B     | Filippa Fotopoulou    | Cypern              | x      | x      | x      | Inget giltigt hopp |            |
|           | A     | Milica Gardašević     | Serbien             | x      | x      | x      | Inget giltigt hopp |            |
|           | B     | Marthe Koala          | Burkina Faso        |        |        |        |                    | 0DNS0      |

### Final
Finalen startade den 24 juli klockan 17:50.
| Placering | Namn                  | Nationalitet   | Omgång | Omgång | Omgång | Omgång | Omgång | Omgång | Distans | Noteringar |
| Placering | Namn                  | Nationalitet   | 1      | 2      | 3      | 4      | 5      | 6      | Distans | Noteringar |
| --------- | --------------------- | -------------- | ------ | ------ | ------ | ------ | ------ | ------ | ------- | ---------- |
| 1         | Malaika Mihambo       | Tyskland       | x      | x      | 6,98 m | 7,09 m | x      | 7,12 m | 7,12 m  | 0SB0       |
| 2         | Ese Brume             | Nigeria        | 6,61 m | 6,88 m | 7,02 m | 6,86 m | x      | 6,91 m | 7,02 m  | 0SB0       |
| 3         | Leticia Oro Melo      | Brasilien      | 6,89 m | x      | x      | x      | x      | x      | 6,89 m  | 0PB0       |
| 4         | Quanesha Burks        | USA            | 6,46 m | 6,88 m | 6,50 m | 6,46 m | 6,48 m | 6,45 m | 6,88 m  | 0SB0       |
| 5         | Brooke Buschkuehl     | Australien     | 6,57 m | 6,87 m | x      | x      | 6,77 m | x      | 6,87 m  |            |
| 6         | Khaddi Sagnia         | Sverige        | x      | 6,69 m | 4,56 m | 6,66 m | 6,87 m | x      | 6,87 m  |            |
| 7         | Ivana Vuleta          | Serbien        | x      | 6,67 m | x      | 6,84 m | 6,84 m | 6,75 m | 6,84 m  |            |
| 8         | Maryna Bech-Romantjuk | Ukraina        | 6,79 m | x      | x      | x      | x      | 6,82 m | 6,82 m  |            |
| 9         | Jazmin Sawyers        | Storbritannien | 6,62 m | 6,50 m | 6,56 m |        |        |        | 6,62 m  |            |
| 10        | Lorraine Ugen         | Storbritannien | x      | 6,53 m | x      |        |        |        | 6,53 m  |            |
| 11        | Ruth Usoro            | Nigeria        | 6,50 m | 6,52 m | 6,31 m |        |        |        | 6,52 m  |            |
| 12        | Tiffany Flynn         | USA            | 6,48 m | x      | x      |        |        |        | 6,48 m  |            |